# En un lugar de la marcha
Albums de Barón Rojo
Barón al rojo vivo
(1984) Siempre estáis allí
(1986)
En un lugar de la marcha est le quatrième album studio du groupe de Heavy metal espagnol Barón Rojo sorti en 1985.
Trois singles sont parus : Breakthoven/Chicos del rock, Cuerdas de acero/El baile de los malditos et Hijos de Caín/Caso perdido.
Cet album est considéré comme la dernière grande œuvre de Barón Rojo qui n'a fait que décliner ensuite, tant d'un point de vue artistique que commercial.

## Musiciens du groupe
- Armando De Castro : guitares, chœurs.
- Carlos De Castro : guitares, chœurs, chant sur El baile de los malditos, Caso perdido, Cuerdas de acero et Tras de ti.
- Jose-Luis "Sherpa" Campuzano : basse, chœurs, chant sur Breakthoven, Chicos del rock, No ver, no hablar, no oír et Hijos de Caín.
- Hermes Calabria : batterie.

## Liste des titres
1. Breakthoven (José Luis Campuzano, Carolina Cortés) - 5:25
2. El baile de los malditos (Carlos de Castro) - 4:22
3. Chicos del rock (Hermes Calabria, José Luis Campuzano, Carolina Cortés) - 5:21
4. Caso perdido (Armando de Castro) - 5:43
5. Cuerdas de acero (Armando de Castro) - 4:43
6. No ver, no hablar, no oír (Hermes Calabria, José Luis Campuzano, Carolina Cortés) - 5:42
7. Tras de ti (Carlos de Castro) - 4:44
8. Hijos de Caín (José Luis Campuzano) - 5:57